# Агромат
ТОВ ПТК «АГРОМАТ» (Промислово-технічна компанія «АГРОМАТ», Індекс на ПФТС: COAGMD) — український імпортер керамічної плитки та сантехніки, меблів та освітлення для ванних кімнат і всього будинку. Краща торгова мережа товарів для будівництва, ремонту та облаштування дому на думку експертів незалежного рейтингу «Фаворити Успіху 2016» . Головний офіс компанії знаходиться в Києві.
Розгалужена мережа магазинів компанії охоплює більшість великих міст України (Львів, Вінниця, Одеса, Кропивницький, Чернівці, Рівне).

## Історія
- 1993 Заснування компанії АГРОМАТ. Перші контракти зі словацькими та чеськими виробниками сантехнічної кераміки.
- 1995 Початок роботи з європейськими партнерами.
- 1996 Початок виробництва фігурних елементів мощення, бетонної плитки мощення вулиць і скверів.
- 1999 Засноване підприємство «Шпат» з видобутку і переробки пегматитової сировини.
- 2000 Відкрито ТЦ «Світ кераміки» з першим в СНД House of Villeroy & Boch. Відкрито виробництво керамічних фризів.
- 2003 Виходить перший номер журналу «Стиль. Мода. Кераміка [Архівовано 31 грудня 2017 у Wayback Machine.]», де публікуються актуальні тенденції і новинки в світі кераміки та сантехніки, проекти архітекторів і дизайнерів.
- 2004 Створено Клуб архітекторів і дизайнерів АГРОМАТ (КАДА), для учасників якого проводяться семінари, поїздки на фабрики, майстер-класи.
- 2005 Заснований завод АГРОМАТ-ДЕКОР, що виробляє фризи, декори, плінтуси, сходи, панно, мозаїку.
- 2007 Заснована турфірма «Агромат-Тур»
- 2007 Відкрито салон Агромат-Центр (Київ, вул. Шота Руставелі, 44), де представлена продукція преміум-сегменту.
- 2009 Відкривається мережа магазинів Агромат-Інтер'єр, Агромат-Сервіс.
- 2010—2012 Відкрито магазини в Чернівцях та Одесі, салон «Агромат-Інтер'єр» у Львові
- 2012 Відкрито ТЦ «Керамік Сіті». Він разом з ТЦ «Світ кераміки» створив торговий комплекс АГРОМАТ, площею 14 000 м².
- 2014 Відкриття другого магазину у Львові.
- 2016 Відкриття магазину АГРОМАТ в м. Кропивницький і Вінниці.
- 2017 Ребрендинг компанії АГРОМАТ. Відкриття третього магазину АГРОМАТ у Львові (вул. Грабовського, 11)
- 2017 Початок роботи корпоративного театру АГРОМАТ
- 2018 Відкриття магазину АГРОМАТ у Хмельницькому
- 2018 Відкриття нового залу А у ТЦ АГРОМАТ (Київ, вул. Академіка Булаховського, 4)
- 2018 Відкриття магазину АГРОМАТ у Києві на проспекті Миколи Бажана
- 2018 Відкриття футбольної арени зі штучним покриттям до 25-річчя компанії
- 2018 Відкриття другого магазину в Одесі
- 2019 Оновлення магазину АГРОМАТ у Львові у рамках ребрендингу
- 2019 Відкриття магазинів у Харкові та в Умані

## Ребрендинг
15 березня 2017 року розпочався ребрендинг компанії. Новий слоган АГРОМАТ: «Плитка і сантехніка тут і зараз». Нова місія: «Максимально скоротити шлях від ідеї ремонту до втілення її в життя. Обирайте — забирайте — відпочивайте! Решту зробить АГРОМАТ».
Нова візуальна ідентичність бренду базується на мінімалістичному підході. Спрощена структура стосується різних факторів, від дизайну до процесу покупки. Комунікація бренду будується навколо реальних конкурентних переваг компанії: великий вибір, проста логістика та естетична довершеність асортименту. АГРОМАТ — це той же ритейл, де можна обрати і купити плитку або сантехніку без зайвих складнощів і необхідності очікування наявності товару на складі. Збільшено число консультантів, які завжди підберуть потрібний продукт. Збільшено кількість шоу-румів з готовими інтер'єрними рішеннями, вдосконалено послугу 3d-візуалізації, прискорено доставку товару. Для вимогливих і творчих покупців існує можливість індивідуального замовлення.